# Lista de prêmios recebidos pela São Clemente
Esta lista reúne as premiações recebidas pela GRES São Clemente.

## Campeonatos
- 1964 - Grupo 3 - "Rio dos Vice-Reis"
- 1966 - Grupo 2 - "Apoteose do Folclore Brasileiro"
- 2003 - Grupo de Acesso A - "Mangaratiba, uma História de Lutas para todos que Amam a Terra e a Liberdade"
- 2007 - Grupo de Acesso A - "Barrados no Baile"
- 2010 - Grupo de Acesso A - "Choque de Ordem na Folia"

### Estandartes de Ouro
- Estandarte de Ouro (Enredo):1985 e 2015
- Estandarte de Ouro (Mestre-sala): 1995
- Estandarte de Ouro (Ala): 1989 e 2015
- Estandarte de Ouro (Intérprete): 1989
- Estandarte de Ouro (Comissão de Frente): 1985 e 1987
- Estandarte de Ouro (Ala de crianças)[1]: 1990
- Estandarte de Ouro (Escola Acesso): 1986 e 2006

### Prêmio S@mba-Net
- Melhor desfile (2001)
- Melhor Samba-Enredo (2001)
- Melhor comunicação com o público (2001)
- Melhor ala "Bebês abandonados no lixo" (2001)
- Melhor bateria (2005)
- Melhor conjunto de passistas (2005)
- Melhor ala "Dentadura" (2005)
- Melhor Puxador (2006)- Leonardo Bessa
- Melhor ala de baianas (2006)
- Melhor destaque de luxo (2006) - Raí Menezes "Lua" (1ª Alegoria)
- Melhor destaque de luxo (2007) - Raí Menezes (1ª Alegoria)
- Melhor conjunto de passistas (2010)
- Melhor ala de baianas (2010)